# Olfert Jespersen

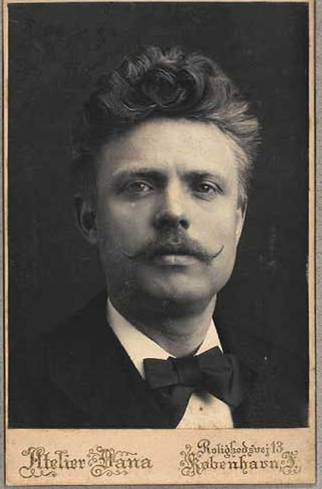
Olfert Jespersen

Olfert Willemoes Jespersen, född 2 april 1863 i Köpenhamn, död där 7 januari 1932, var en dansk kompositör och sångtextförfattare.
Jespersen, som var elev till Holger Dahl, gjorde sig tidigt bemärkt i den praktiska musikens tjänst i både Danmark, Sverige, Tyskland och Ryssland. Han blev efter sin hemkomst dirigent vid Nørrebros Teater 1891–93, vid National 1894–95 och vid Zoologisk Have från 1898. Han vann inte mindre popularitet som kompositör till talrika revyer och teaterstycken, däribland operetten Molboerne (1893) samt sånger, visor och danser.